# Alfred Hipkins
Pour les articles homonymes, voir Hipkins.
Alfred James Hipkins (Londres, 17 juin 1826 - Londres, 3 juin 1903) est un musicologue britannique.

## Biographie
Intéressé par la musique, il commence à travailler à 14 ans à la manufacture de pianos John Broadwood & Sons comme accordeur de pianos avant d'en gravir rapidement les échelons. Il apprend en autodidacte à jouer du piano, se forme auprès d'un musicien professionnel puis apprend l'orgue en 1844.
Interprète talentueux malgré le peu d'enseignement qu'il a reçu, il s'intéresse encore plus à l'étude de la science musicale et à l'histoire des instruments, particulièrement à clavier, dont il devient un spécialiste réputé au niveau international, cumulant connaissance encyclopédique et expertise technique. Ainsi en 1881, il est chargé d'expertiser les instruments des châteaux royaux en Allemagne ; pendant les années 1880 et 1890, il donne des conférences-concerts sur les clavecins (Kirkman et Shudi) appartenant à la collection de sa firme.
Il est le premier pianiste anglais vers le milieu du siècle à consacrer des récitals à Chopin dont l'œuvre est encore peu diffusée en Grande-Bretagne. Il est également l'auteur de souvenirs concernant Chopin, publiés en 1937 par sa fille sous le titre How Chopin played[réf. souhaitée].
Il collabore à de nombreuses revues et encyclopédies et publie quantité d'articles et ouvrages, notamment A description and history of the pianoforte and of the older keyboard stringed instruments (1896).
Il est le père de la portraitiste anglaise Edith Hipkins. 

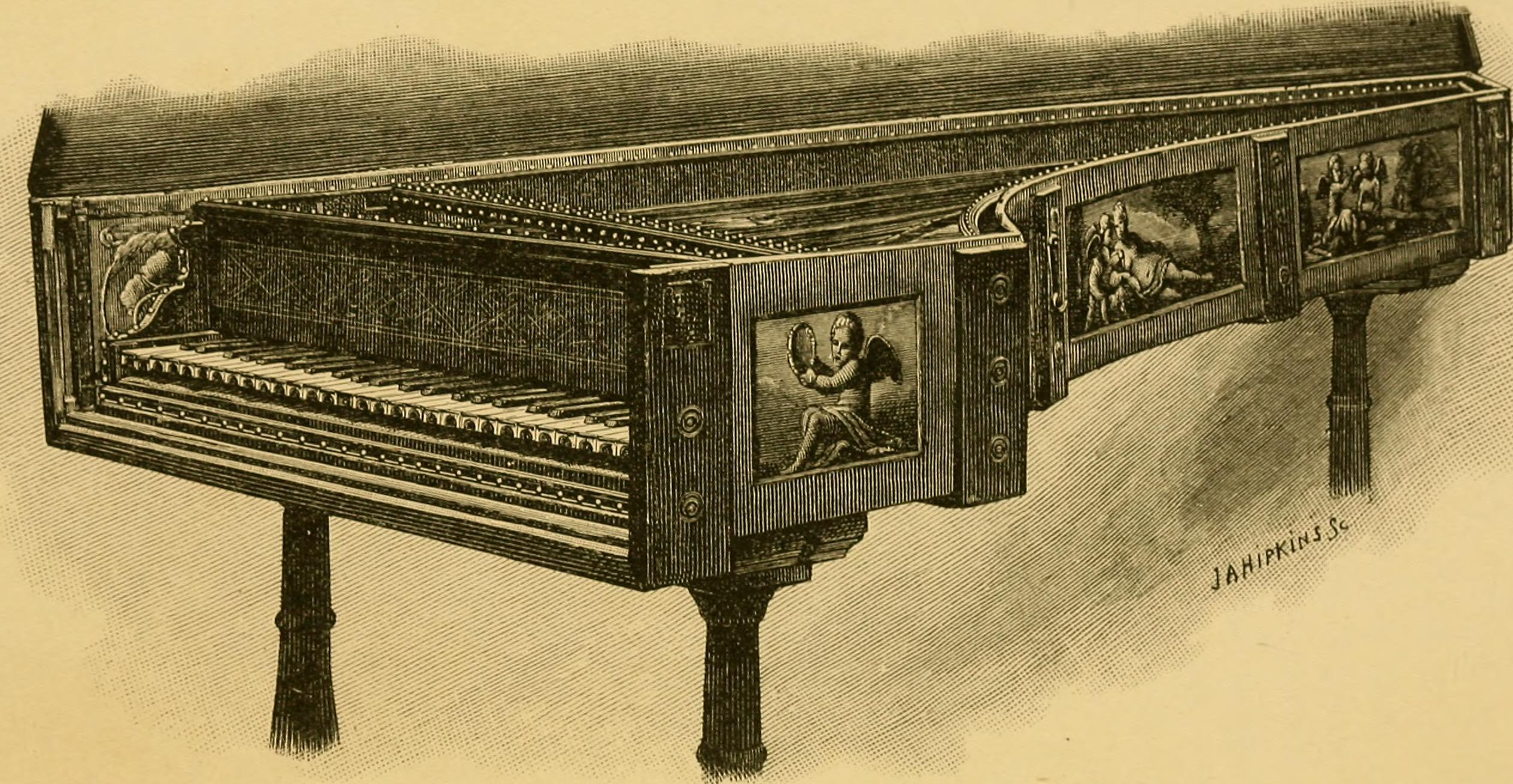
Gravure tirée de cet ouvrage